# 鰻海龍屬
鰻海龍屬，為輻鰭魚綱棘背魚目海龍科的其中一屬。

## 下属物种
- 勃氏鰻海龍（Bulbonaricus brauni）
- 布氏鰻海龍（Bulbonaricus brucei）
- 達澳鰻海龍（Bulbonaricus davaoensis）